# Football Club Chiasso 2020-2021
Questa voce raccoglie le informazioni riguardanti il Football Club Chiasso nelle competizioni ufficiali della stagione 2020-2021.

## Stagione
Nella stagione 2020-2021 il Chiasso, allenato da Baldo Raineri, concluse il campionato di Challenge League al 10º posto e fu retrocesso in Promotion League. In Coppa Svizzera il Chiasso fu eliminato agli ottavi di finale dal Lucerna.

## Rosa
| N. |                                 | Ruolo | Calciatore           |
| -- | ------------------------------- | ----- | -------------------- |
| 1  | Grecia (bandiera)               | P     | Alexandros Safarikas |
| 4  | Kosovo (bandiera)               | D     | Kreshnik Hajrizi     |
| 5  | Svizzera (bandiera)             | D     | Mathis Magnin        |
| 6  | Bosnia ed Erzegovina (bandiera) | D     | Daniel Pavlović      |
| 7  | Serbia (bandiera)               | C     | Merlin Hadzi         |
| 8  | Italia (bandiera)               | C     | Andrea Maccoppi      |
| 9  | Italia (bandiera)               | A     | Carlo Manicone       |
| 11 | Francia (bandiera)              | C     | Sofian Bahloul       |
| 12 | Italia (bandiera)               | C     | Roberto Strechie     |
| 13 | Svizzera (bandiera)             | D     | Samuel Delli Carri   |
| 14 | Svizzera (bandiera)             | C     | Matteo Pasquarelli   |
| 16 | Svizzera (bandiera)             | D     | François Affolter    |
| 17 | Svizzera (bandiera)             | D     | Fabio Dixon          |
| 18 | Svizzera (bandiera)             | C     | Alessandro Stabile   |
| 20 | Italia (bandiera)               | C     | Felipe Ronchetti     |
| 21 | Svizzera (bandiera)             | D     | Dejan Zunic          |
| 22 | Svizzera (bandiera)             | A     | Logan Clément        |
| 23 | Italia (bandiera)               | A     | Aldo Amendola        |

| N. |                         | Ruolo | Calciatore           |
| -- | ----------------------- | ----- | -------------------- |
| 24 | Svizzera (bandiera)     | A     | Matteo Martorana     |
| 25 | Svizzera (bandiera)     | P     | Alessio Bellante     |
| 26 | Brasile (bandiera)      | C     | Silva                |
| 27 | Svizzera (bandiera)     | D     | Naftaly Fernando     |
| 29 | Paesi Bassi (bandiera)  | A     | Markos Sifneos       |
| 30 | Svizzera (bandiera)     | D     | Gianni Antoniazzi    |
| 33 | Danimarca (bandiera)    | D     | Aris Sörensen        |
| 40 | Germania (bandiera)     | C     | Sebastian Malinowski |
| 43 | RD del Congo (bandiera) | C     | Breston Malula       |
| 45 | Svizzera (bandiera)     | C     | Luka Stević          |
| 51 | Italia (bandiera)       | A     | Matteo Cortesi       |
| 57 | Francia (bandiera)      | A     | Younés Bnou Marzouk  |
| 63 | Svizzera (bandiera)     | C     | Luca Tonelli         |
| 70 | Francia (bandiera)      | A     | Evans Maurin         |
| 75 | Svizzera (bandiera)     | C     | Armend Zahaj         |
| 77 | Italia (bandiera)       | P     | Nicolo Abazi         |
| 89 | Svizzera (bandiera)     | D     | Michel Morganella    |
| 99 | Svizzera (bandiera)     | D     | Stevan Lujic         |

## Organigramma societario
Area tecnica
- Allenatore: Baldo Raineri
- Allenatore in seconda: Andrea Vitali
- Preparatore dei portieri:
- Preparatori atletici: Mattia Bianchi

## Calciomercato

### Sessione estiva
| Acquisti | Acquisti             | Acquisti                 | Acquisti |
| R.       | Nome                 | da                       | Modalità |
| -------- | -------------------- | ------------------------ | -------- |
| C        | Andrea Maccoppi      | Servette                 |          |
| P        | Alexandros Safarikas | Lecco                    |          |
| D        | Michel Morganella    | Livorno                  |          |
| D        | François Affolter    | Aarau                    |          |
| C        | Matteo Pasquarelli   | Rapperswil-Jona          |          |
| A        | Aldo Amendola        | Rapperswil-Jona          |          |
| C        | Roberto Strechie     | Novara                   |          |
| C        | Breston Malula       | Young Boys II            |          |
| D        | Dejan Zunic          | Basilea II               |          |
| C        | Stephan Andrist      | Saarbrücken              |          |
| D        | Aris Sörensen        | Sampdoria U19            |          |
| A        | Markos Sifneos       | Panathīnaïkos            |          |
| A        | Logan Clément        | Olympique Ginevra        |          |
| C        | Luca Tonelli         | Lucerna II               |          |
| D        | Naftaly Fernando     | Team Xamax-BEJUNE FA U18 |          |
| D        | Mathis Magnin        | Servette U-21            |          |
| C        | Junior Nzila         | Paradiso                 |          |
| C        | Alessandro Stabile   | Basilea II               |          |
| C        | Luka Stević          | Teleoptik Zemun          |          |

| Cessioni | Cessioni            | Cessioni            | Cessioni |
| R.       | Nome                | a                   | Modalità |
| -------- | ------------------- | ------------------- | -------- |
| P        | Alessandro Guarnone | Birkirkara          |          |
| C        | Junior Nzila        | Napoli U19          |          |
| D        | Matteo Piccinni     | Franciacorta        |          |
| D        | Bruno Martignoni    | Bellinzona          |          |
| A        | Joaquín Ardaiz      | Lugano              |          |
| C        | Izer Aliu           | Zurigo              |          |
| C        | Alexis Antunes      | Servette            |          |
| C        | Siyar Doldur        | Sion II             |          |
| A        | Leutrim Kryeziu     | Lugano              |          |
| C        | Stefan Wolf         | Lucerna             |          |
| D        | Hervé Epitaux       | Delémont            |          |
| C        | Leart Ibderdemaj    | Black Stars Basilea |          |
| A        | Rodrigo Pollero     | Sciaffusa           |          |
| A        | Patrick Rossini     | Bellinzona          |          |

### Sessione invernale
| Acquisti | Acquisti          | Acquisti  | Acquisti |
| R.       | Nome              | da        | Modalità |
| -------- | ----------------- | --------- | -------- |
| D        | Gianni Antoniazzi | Vaduz     |          |
| D        | Stevan Lujic      | Aarau     |          |
| P        | Nicolo Abazi      | Pro Vasto |          |
| A        | Matteo Cortesi    | Mantova   |          |
| A        | Carlo Manicone    | Grosseto  |          |

| Cessioni | Cessioni        | Cessioni      | Cessioni |
| R.       | Nome            | a             | Modalità |
| -------- | --------------- | ------------- | -------- |
| D        | Bastien Conus   | Aarau         |          |
| A        | Mickael Almeida | Aarau         |          |
| C        | Stephan Andrist | Köniz         |          |
| D        | Gonzalo Gamarra | Slaven Belupo |          |
| C        | Edmond Berzati  | Bellinzona    |          |
| P        | Loïc Jacot      | Lucerna       |          |

## Risultati

### Challenge League

#### Prima fase, girone di andata
| Arbitro: | Wolfensberger |

|                                                       |           |                                    |
| Prtajin 6’, 55’ Pollero 25’ Bunjaku 36’ Rodríguez 88’ | Marcatori | 52’ Pasquarelli 90’ (rig.) Bahloul |

| Arbitro: | Gianforte |

|  |           |                           |
|  | Marcatori | 46’ Gjorgjev 90’ Bonatini |

| Arbitro: | Wolfensberger |

|                      |           |             |
| Jäckle 16’ Gashi 45’ | Marcatori | 82’ Sifneos |

| Arbitro: | Huwiler |

|  |           |                              |
|  | Marcatori | 64’ Kyeremateng 74’ Da Silva |

| Arbitro: | Kanagasingam |

|                                                  |           |              |
| Gazzetta 26’ Ramović 35’ Ndongo 39’ Abdullah 66’ | Marcatori | 82’ Affolter |

| Arbitro: | Horisberger |

|                            |           |  |
| Alves 40’ Buess 77’ (rig.) | Marcatori |  |

| Arbitro: | Gianforte |

|                    |           |           |
| Bahloul 50’ (rig.) | Marcatori | 75’ Jones |

| Arbitro: | von Mandach |

|                                            |           |                         |
| Bahloul 38’ Marzouk 52’ Sifneos 86’ (rig.) | Marcatori | 58’ Mveng 71’ Dominguez |

| Kriens 7 novembre 2020, ore 17:30 CET 9ª giornata | Kriens    | 0 – 0 referto | Chiasso | Stadion Kleinfeld (0 spett.)\| Arbitro: \| Jancevski \| |
| Arbitro:                                          | Jancevski |               |         |                                                         |

#### Prima fase, girone di ritorno
| Arbitro: | Schärli |

|  |           |                              |
|  | Marcatori | 70’ Stojilković 90’ Rrudhani |

| Arbitro: | Turkeš |

|                                        |           |  |
| Kyeremateng 60’ (rig.), 69’ Karlen 71’ | Marcatori |  |

| Arbitro: | Gianforte |

|  |           |                               |
|  | Marcatori | 12’ Prtajin 90’ (rig.) Mujčić |

| Arbitro: | San |

|  |           |                            |
|  | Marcatori | 34’, 69’ Sifneos 58’ Hadzi |

| Arbitro: | Turkeš |

|                          |           |             |
| Demhasaj 38’ (rig.), 90’ | Marcatori | 55’ Almeida |

| Arbitro: | Huwiler |

|                                      |           |                   |
| Hajrizi 39’ Morganella 80’ Hadzi 90’ | Marcatori | 27’, 60’ Abubakar |

| Arbitro: | von Mandach |

|  |           |                          |
|  | Marcatori | 4’, 44’ Buess 84’ Ballet |

| Arbitro: | Gianforte |

|                                  |           |  |
| Mafouta 52’ Dominguez 80’ (rig.) | Marcatori |  |

| Chiasso 2 febbraio 2021, ore 19:00 CET 18ª giornata | Chiasso      | 0 – 0 referto | Stade Lausanne-Ouchy | Stadio comunale Riva IV (0 spett.)\| Arbitro: \| Kanagasingam \| |
| Arbitro:                                            | Kanagasingam |               |                      |                                                                  |

#### Seconda fase, girone di andata
| Arbitro: | Gianforte |

|           |           |                   |
| Ponde 73’ | Marcatori | 78’ (aut.) Schmid |

| Arbitro: | Turkeš |

|             |           |             |
| Bahloul 46’ | Marcatori | 81’ Prtajin |

| Arbitro: | von Mandach |

|                                    |           |  |
| Luan 58’ (rig.) Marleku 83’ (rig.) | Marcatori |  |

| Arbitro: | Schärli |

|             |           |  |
| Strechie 4’ | Marcatori |  |

| Arbitro: | Turkeš |

|                                  |           |                |
| Mafouta 50’ (rig.) Dominguez 54’ | Marcatori | 11’ Morganella |

| Arbitro: | Hänni |

|                 |           |  |
| Marzouk 4’, 47’ | Marcatori |  |

| Arbitro: | Cibelli |

|                      |           |  |
| Mbenza 13’, 77’, 84’ | Marcatori |  |

| Arbitro: | Staubli |

|              |           |            |
| Manicone 16’ | Marcatori | 28’ Karlen |

| Arbitro: | Huwiler |

|  |           |             |
|  | Marcatori | 12’ Marzouk |

#### Seconda fase, girone di ritorno
| Chiasso 9 aprile 2021, ore 19:00 CEST 28ª giornata | Chiasso     | 0 – 0 referto | Kriens | Stadio comunale Riva IV (0 spett.)\| Arbitro: \| Horisberger \| |
| Arbitro:                                           | Horisberger |               |        |                                                                 |

| Arbitro: | Kanagasingam |

|                              |           |             |
| Rrudhani 2’, 66’ Bergsma 64’ | Marcatori | 72’ Bahloul |

| Arbitro: | Schärli |

|                                 |           |                              |
| Maccoppi 39’ Marzouk 82’ (rig.) | Marcatori | 5’ (rig.) Bonatini 90’ Pusic |

| Arbitro: | Gianforte |

|                            |           |            |
| Marzouk 32’ Malinowski 42’ | Marcatori | 22’ Ajdini |

| Arbitro: | von Mandach |

|                                  |           |  |
| Schwizer 45’ (rig.) Havenaar 72’ | Marcatori |  |

| Arbitro: | Staubli |

|                        |           |           |
| Hadzi 49’ Manicone 53’ | Marcatori | 74’ Buess |

| Arbitro: | Bieri |

|                                           |           |                             |
| Brahimi 44’ Haile-Selassie 59’ Silvio 72’ | Marcatori | 7’ Hadzi 90’ (rig.) Bahloul |

| Arbitro: | Staubli |

|             |           |             |
| Pollero 22’ | Marcatori | 76’ Cortesi |

| Arbitro: | Fähndrich |

|                     |           |             |
| Hadzi 15’ Dixon 22’ | Marcatori | 32’ Parapar |

### Coppa Svizzera
| Arbitro: | San |

|                                     |           |                 |
| Bahloul 17’, 88’ (rig.) Sifneos 35’ | Marcatori | 40’, 76’ Ceesay |

| Arbitro: | Fähndrich |

|             |           |                        |
| Bahloul 48’ | Marcatori | 61’ N'Diaye 68’ Schaub |

## Statistiche

### Statistiche di squadra
| Competizione     | Punti | In casa | In casa | In casa | In casa | In casa | In casa | In trasferta | In trasferta | In trasferta | In trasferta | In trasferta | In trasferta | Totale | Totale | Totale | Totale | Totale | Totale | DR  |
| Competizione     | Punti | G       | V       | N       | P       | Gf      | Gs      | G            | V            | N            | P            | Gf           | Gs           | G      | V      | N      | P      | Gf     | Gs     | DR  |
| ---------------- | ----- | ------- | ------- | ------- | ------- | ------- | ------- | ------------ | ------------ | ------------ | ------------ | ------------ | ------------ | ------ | ------ | ------ | ------ | ------ | ------ | --- |
| Challenge League | 36    | 18      | 7       | 6       | 5       | 20      | 23      | 18           | 2            | 3            | 13           | 15           | 37           | 36     | 9      | 9      | 18     | 35     | 60     | -25 |
| Coppa Svizzera   | -     | 2       | 1       | 0       | 1       | 4       | 4       | 0            | 0            | 0            | 0            | 0            | 0            | 2      | 1      | 0      | 1      | 4      | 4      | 0   |
| Totale           | 36    | 20      | 8       | 6       | 6       | 24      | 27      | 18           | 2            | 3            | 13           | 15           | 37           | 38     | 10     | 9      | 19     | 39     | 64     | -25 |

### Andamento in campionato
| Giornata  | 1  | 2 | 3  | 4  | 5  | 6  | 7  | 8  | 9  | 10 | 11 | 12 | 13 | 14 | 15 | 16 | 17 | 18 | 19 | 20 | 21 | 22 | 23 | 24 | 25 | 26 | 27 | 28 | 29 | 30 | 31 | 32 | 33 | 34 | 35 | 36 |
| --------- | -- | - | -- | -- | -- | -- | -- | -- | -- | -- | -- | -- | -- | -- | -- | -- | -- | -- | -- | -- | -- | -- | -- | -- | -- | -- | -- | -- | -- | -- | -- | -- | -- | -- | -- | -- |
| Luogo     | T  | C | T  | C  | T  | T  | C  | C  | T  | C  | T  | C  | T  | T  | C  | C  | T  | C  | T  | C  | T  | C  | T  | C  | T  | C  | T  | C  | T  | C  | C  | T  | C  | T  | T  | C  |
| Risultato | P  | P | P  | P  | P  | P  | N  | V  | N  | P  | P  | P  | V  | P  | V  | P  | P  | N  | N  | N  | P  | V  | P  | V  | P  | N  | V  | N  | P  | N  | V  | P  | V  | P  | N  | V  |
| Posizione | 10 | 9 | 10 | 10 | 10 | 10 | 10 | 10 | 10 | 10 | 10 | 10 | 10 | 10 | 10 | 10 | 10 | 10 | 10 | 10 | 10 | 10 | 10 | 10 | 10 | 10 | 10 | 10 | 10 | 10 | 10 | 10 | 10 | 10 | 10 | 10 |

Legenda:

Luogo: C = Casa; T = Trasferta. Risultato: V = Vittoria; N = Pareggio; P = Sconfitta.

### Statistiche dei giocatori
| Giocatore      | Challenge League | Challenge League | Challenge League | Challenge League | Coppa Svizzera | Coppa Svizzera | Coppa Svizzera | Coppa Svizzera | Totale   | Totale | Totale      | Totale     |
| Giocatore      | Presenze         | Reti             | Ammonizioni      | Espulsioni       | Presenze       | Reti           | Ammonizioni    | Espulsioni     | Presenze | Reti   | Ammonizioni | Espulsioni |
| -------------- | ---------------- | ---------------- | ---------------- | ---------------- | -------------- | -------------- | -------------- | -------------- | -------- | ------ | ----------- | ---------- |
| N. Abazi       | 0                | 0                | 0                | 0                | 0              | 0              | 0              | 0              | 0        | 0      | 0           | 0          |
| F. Affolter    | 31               | 1                | 5                | 0                | 1              | 0              | 0              | 0              | 32       | 1      | 5           | 0          |
| M. Almeida     | 9                | 1                | 0                | 0                | 0              | 0              | 0              | 0              | 9        | 1      | 0           | 0          |
| A. Amendola    | 0                | 0                | 0                | 0                | 0              | 0              | 0              | 0              | 0        | 0      | 0           | 0          |
| S. Andrist     | 8                | 0                | 1                | 0                | 1              | 0              | 0              | 0              | 9        | 0      | 1           | 0          |
| G. Antoniazzi  | 11               | 0                | 3                | 0                | 1              | 0              | 1              | 0              | 12       | 0      | 4           | 0          |
| S. Bahloul     | 33               | 6                | 2                | 0                | 2              | 3              | 0              | 0              | 35       | 9      | 2           | 0          |
| A. Bellante    | 1                | 0                | 0                | 0                | 0              | 0              | 0              | 0              | 1        | 0      | 0           | 0          |
| E. Berzati     | 1                | 0                | 0                | 0                | 0              | 0              | 0              | 0              | 1        | 0      | 0           | 0          |
| S. Carri       | 3                | 0                | 0                | 0                | 0              | 0              | 0              | 0              | 3        | 0      | 0           | 0          |
| L. Clément     | 4                | 0                | 1                | 0                | 0              | 0              | 0              | 0              | 4        | 0      | 1           | 0          |
| B. Conus       | 15               | 0                | 5                | 0                | 1              | 0              | 0              | 0              | 16       | 0      | 5           | 0          |
| M. Cortesi     | 9                | 1                | 0                | 0                | 0              | 0              | 0              | 0              | 9        | 1      | 0           | 0          |
| F. Dixon       | 23               | 1                | 4                | 1                | 1              | 0              | 0              | 0              | 24       | 1      | 4           | 1          |
| N. Fernando    | 0                | 0                | 0                | 0                | 0              | 0              | 0              | 0              | 0        | 0      | 0           | 0          |
| G. Gamarra     | 1                | 0                | 0                | 1                | 1              | 0              | 0              | 0              | 2        | 0      | 0           | 1          |
| M. Hadzi       | 26               | 5                | 4                | 0                | 1              | 0              | 0              | 0              | 27       | 5      | 4           | 0          |
| K. Hajrizi     | 29               | 1                | 12               | 1                | 1              | 0              | 1              | 0              | 30       | 1      | 13          | 1          |
| L. Jacot       | 2                | 0                | 0                | 0                | 1              | 0              | 0              | 0              | 3        | 0      | 0           | 0          |
| S. Lujic       | 8                | 0                | 0                | 0                | 0              | 0              | 0              | 0              | 8        | 0      | 0           | 0          |
| A. Maccoppi    | 28               | 1                | 10               | 0                | 0              | 0              | 0              | 0              | 28       | 1      | 10          | 0          |
| M. Magnin      | 18               | 0                | 5                | 1                | 1              | 0              | 0              | 0              | 19       | 0      | 5           | 1          |
| S. Malinowski  | 19               | 1                | 2                | 0                | 1              | 0              | 0              | 0              | 20       | 1      | 2           | 0          |
| B. Malula      | 15               | 0                | 2                | 0                | 1              | 0              | 0              | 0              | 16       | 0      | 2           | 0          |
| C. Manicone    | 19               | 2                | 2                | 0                | 0              | 0              | 0              | 0              | 19       | 2      | 2           | 0          |
| M. Martorana   | 0                | 0                | 0                | 0                | 0              | 0              | 0              | 0              | 0        | 0      | 0           | 0          |
| Y. Marzouk     | 24               | 6                | 2                | 1                | 1              | 0              | 0              | 0              | 25       | 6      | 2           | 1          |
| E. Maurin      | 0                | 0                | 0                | 0                | 0              | 0              | 0              | 0              | 0        | 0      | 0           | 0          |
| M. Morganella  | 19               | 2                | 7                | 0                | 0              | 0              | 0              | 0              | 19       | 2      | 7           | 0          |
| J. Nzila       | 1                | 0                | 0                | 0                | 1              | 0              | 0              | 0              | 2        | 0      | 0           | 0          |
| M. Pasquarelli | 22               | 1                | 4                | 0                | 1              | 0              | 0              | 0              | 23       | 1      | 4           | 0          |
| D. Pavlović    | 9                | 0                | 3                | 0                | 0              | 0              | 0              | 0              | 9        | 0      | 3           | 0          |
| F. Ronchetti   | 0                | 0                | 0                | 0                | 0              | 0              | 0              | 0              | 0        | 0      | 0           | 0          |
| A. Safarikas   | 33               | 0                | 2                | 0                | 1              | 0              | 0              | 0              | 34       | 0      | 2           | 0          |
| M. Sifneos     | 30               | 4                | 4                | 0                | 2              | 1              | 1              | 0              | 32       | 5      | 5           | 0          |
| S. Silva       | 28               | 0                | 6                | 0                | 1              | 0              | 0              | 0              | 29       | 0      | 6           | 0          |
| A. Stabile     | 9                | 0                | 1                | 0                | 1              | 0              | 0              | 0              | 10       | 0      | 1           | 0          |
| L. Stević      | 5                | 0                | 1                | 1                | 1              | 0              | 0              | 0              | 6        | 0      | 1           | 1          |
| R. Strechie    | 30               | 1                | 10               | 0                | 1              | 0              | 0              | 0              | 31       | 1      | 10          | 0          |
| A. Sörensen    | 0                | 0                | 0                | 0                | 0              | 0              | 0              | 0              | 0        | 0      | 0           | 0          |
| L. Tonelli     | 3                | 0                | 1                | 0                | 0              | 0              | 0              | 0              | 3        | 0      | 1           | 0          |
| A. Zahaj       | 0                | 0                | 0                | 0                | 0              | 0              | 0              | 0              | 0        | 0      | 0           | 0          |
| D. Zunic       | 0                | 0                | 0                | 0                | 0              | 0              | 0              | 0              | 0        | 0      | 0           | 0          |